# Curva a spicchi

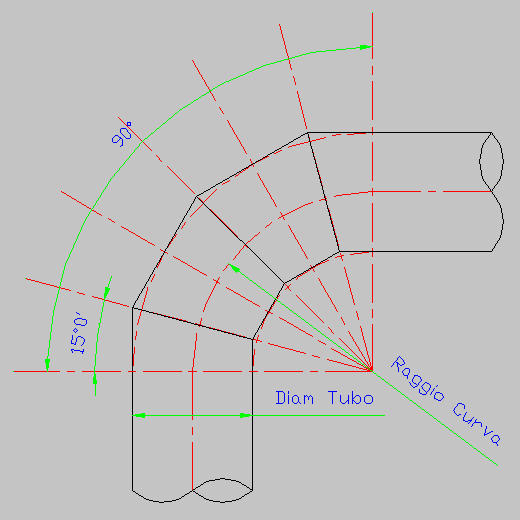
Curva a spicchi

Una curva a spicchi è una curva costruita a settori solitamente usata per grandi diametri oppure in tubazioni per aria/fumi/gas di basso spessore.

## Metodo di costruzione
Esistono due diversi metodi di costruzione per ricavare una curva a spicchi:
- Ricavare delle sagome mediante tracciatura che poi saranno calandrate per ottenere gli spicchi da saldare per ottenere la curva
- Ricavare direttamente gli spicchi da un tubo esistente tagliandolo con delle gradazioni opportunamente calcolate e poi saldarli per ottenere la curva

## Materiali
Le curve a spicchi possono essere costruite in vari materiali, sono qui riportati i più diffusi:
- PVC (policloruro di vinile)
- PE (polietilene)
- PP (polipropilene)
- PVDF (polivinildenfluoruro)
- Acciaio. Per l'acciaio si possono elencare i principali tipi:
  - Acciaio al carbonio (diverse caratteristiche in base alla lega)
  - Acciaio corten (non si ossida e resistente alle alte temperature)
  - Acciaio inossidabile (non si ossida grazie alla percentuale di cromo nella lega)